# Jean-Pierre Lemaire
Jean-Pierre Lemaire (Sallanches, 1948) è un poeta francese.

## Opere
Poesie
- Les Marges du jour, La Dogana, 1981
- L'Exode et la Nuée suivi de Pierres à voix, Gallimard, 1982
- Visitation, Gallimard, 1985 ("Prix Max Jacob")
- Le Coeur circoncis, Gallimard, 1989
- Le Chemin du cap, Gallimard, 1993
- L'Annonciade, Gallimard, 1997
- L'Intérieur du monde, Cheyne éditeur, 2002
- Figure humaine, Gallimard, 2008
- Marcher dans la neige, Bayard, 2008

## Premi letterari
- Premio Max Jacob, 1986 [1].
- Grand Prix du Mont Saint-Michel, 1994.
- Grand prix de poésie dell'Académie française per l'insieme della sua opera, 1999.

## Traduzioni in italiano
- Nel pieno giorno dell'oscurità, antologia della poesia francese contemporanea, Fabio Pusterla, Marcos y Marcos, 1999.
- Gli uomini finestra, curato da Davide Rondoni, «Collana: Tutt'altro. Poesia», Edizioni della Meridiana, 2005.

## Critica (in italiano e francese)
- Jean-Pierre Jossua, "La passione dell'infinito nella letteratura Philippe Jaccottet, Gustave Roud, Yves Bonnefoy y Jean-Pierre Lemaire)", a cura di Ricardo Emmolo e Antonio Sichera, collana: Biblioteca dell'Orsa Minore, EdiARGO, 2005
- Philippe Jaccottet, « Jean-Pierre Lemaire: Les Marges du jour », NRF, dicembre 1981
- Michel Collot, « Lyrisme et réalité », Littérature, n° 110, 1998